# Eagle Awards
Eagle Awards — награда в индустрии комиксов. Появилась в 1977 году для комиксов, вышедших в 1976 году.
Среди известных неоднократных победителей премии Eagle Award были Алан Мур, Алекс Росс и Лора Мартин. Сначала награда представляла из себя сертификат, а позже стала гравированным трофеем.
В июне 2014 года было объявлено, что Eagle Award переименовывают в True Believer Comic Awards. Первое вручение прошло 12 июня того же года. С тех пор она больше не присуждалась.